# 太田和美 (政治家)
太田 和美（おおた かずみ、1979年〈昭和54年〉8月28日 - ）は、日本の政治家。千葉県柏市長（第7代）。衆議院議員（3期）、千葉県議会議員（1期）を務めた。

## 来歴
千葉県柏市生まれ。柏市立土南部小学校、同南部中学校、千葉県立沼南高柳高等学校卒業、日本大学法学部を卒業。
2002年（平成14年）、実父が代表取締役を務める株式会社太田商事へ入社。宅地建物取引士資格取得。同年8月、有限会社共進住宅を創業し、代表取締役に就任。
2005年（平成17年）3月13日に行われた千葉県議会議員補欠選挙に松戸市選挙区から民主党公認で立候補。千葉県議会史上最年少の25歳6ヶ月で初当選した。

### 衆議院議員

#### 民主党時代
2006年（平成18年）1月18日、前年の衆院選での陣営幹部による選挙違反事件の責任を取って、自民党の松本和巳（千葉7区）が辞職し、それに伴い4月23日に行われた衆議院補欠選挙に立候補、得票数87,046票を得て衆議院議員に初当選した。この補選には当初、選挙区で松本に敗れ比例復活で当選した内山晃が鞍替え出馬すると見られていたが、当時党員資格停止中だった永田寿康の堀江メール問題で党の支持率が低迷していたことから鞍替え出馬を見送り、4月7日に選出された小沢一郎党新代表の許で当時県議会議員だった太田が補選への出馬を表明するに至った。この選挙では、「負け組ゼロへ」をキャッチコピーに、選挙カーにはほとんど乗らず自転車で選挙区内を回り地元出身をアピールする戦術に徹し、自民党公認の齋藤健に対して955票という僅差で勝利を手にした。民主が偽メール事件で低迷していた中、政権交代へと転じるきっかけをつくり「民主党のジャンヌ・ダルク」と称された。当選後は経済産業委員会、政治倫理審査会に所属。
2007年（平成19年）、次期衆院選に向け、党内の公認調整の結果、内山が千葉7区の小選挙区候補として公認されることが内定した。太田は他の選挙区に国替えを求められ、2008年（平成20年）9月、母が福島県のいわき市、祖父母が同じく会津地方出身である地縁により福島2区からの出馬が内定した。
2009年（平成21年）8月の衆議院議員総選挙では「福島にお嫁にきました」と銘打った選挙戦を展開。得票数131,306票を得て再選。小沢ガールズと報道される。同年12月には、小沢一郎を名誉団長とする小沢訪中団に参加し、中国を訪問した。
2012年（平成24年）の消費増税をめぐる政局では、6月26日の衆議院本会議で行われた消費増税法案の採決で、党の賛成方針に反して反対票を投じた。7月2日には山岡賢次らを介して離党届が提出された。民主党は7月3日の常任幹事会で離党届を受理せず除籍処分とする方針を決定し、7月9日の常任幹事会で正式決定した。

#### 民主党離党後
2012年7月11日の「国民の生活が第一」結党に参加し、同年8月28日、党福島県総支部連合会（県連）代表に就任。 12月16日の第46回衆議院議員総選挙には、国民の生活が第一が日本未来の党に合流し、日本未来の党公認で福島2区から出馬するも落選。
2013年（平成25年）7月、生活の党から第23回参議院議員通常選挙における第5次公認候補として千葉県選挙区で出馬したが落選した。

#### 国政復帰
2014年（平成26年）の第47回衆議院議員総選挙では、野党統一候補として調整の結果、維新の党公認で、千葉8区から立候補することが発表された。小選挙区では自民党公認の桜田義孝に敗れたものの、比例南関東ブロックで復活当選を果たし、2年ぶりの国政復帰を果たした。
2015年（平成27年）4月4日、上西小百合が除名されたことにより維新の党唯一の女性国会議員となった。
2016年（平成28年）3月27日、民主党と維新の党が合流して結成された民進党に参加した。2016年民進党代表選挙では、前原誠司の推薦人となった。
2017年（平成29年）4月6日、創新会（松野グループ）の旗揚げに参加した。
2017年10月の第48回衆議院議員総選挙では希望の党に合流するという前原誠司党代表の案が両院議員総会で了承され、党の決定に従い千葉8区から希望の党公認で出馬したが落選。

#### 希望の党解党後
2017年12月21日、希望の党の次期衆議院選挙公認候補予定者として発表される。10月の衆院選で落選した候補者から惜敗率などを考慮して決定された。
2018年（平成30年）5月、希望の党解党に伴い無所属となる。
2020年（令和2年）2月17日、れいわ新選組の第1次公認で千葉8区の立候補予定者として発表された。

### 柏市長
2021年（令和3年）8月30日、秋山浩保市長が4選不出馬を表明。同年9月10日、太田は衆院選出馬を取りやめ、れいわ新選組を離党した上で任期満了に伴う柏市長選挙に無所属で立候補する意向を表明。柏市で8月の下旬に起きたコロナ妊婦早産新生児死亡事案をうけ、太田は「私は、生まれ育った地元で、生まれてきた命を守り困っている人に手を差し伸べることが、私の目指す政治です」と地方自治への転出を表明。衆院選では立憲民主党新人の本庄知史を応援する意向も示した。同日、れいわ新選組は太田の公認を取り消した。9月14日、自民党県議の中沢裕隆が出馬表明。
同年10月4日、第49回衆議院議員総選挙を10月31日に行うことを岸田文雄内閣総理大臣が記者会見で発表。柏市選挙管理委員会は10月6日に臨時会を開き、11月7日執行予定だった市長選挙を衆院選と同日に変更すると決めた。10月31日に執行された柏市長選挙に立憲民主党、れいわ新選組、市民ネットワーク・かしわなどの支援を受けて立候補。秋山浩保市長から後継指名を受けた中沢裕隆、元市議の山下洋輔、元市議の村田章吾を破り、初当選した。翌11月1日に、市役所で榊隆夫市選挙管理委員会委員長から当選証書を受け取った。11月21日に柏市長に就任した。
※当日有権者数：351,573人 最終投票率：54.43%（前回比：5.29pts）
| 候補者名 | 年齢 | 所属党派 | 新旧別 | 得票数   | 得票率 | 推薦・支持                                                                           |
| -------- | ---- | -------- | ------ | -------- | ------ | ------------------------------------------------------------------------------------ |
| 太田和美 | 42   | 無所属   | 新     | 60,807票 | 33.04% | 立憲民主党千葉県連・日本共産党東葛地区委員会・れいわ新選組・市民ネットワーク・かしわ |
| 中沢裕隆 | 51   | 無所属   | 新     | 55,897票 | 30.38% |                                                                                      |
| 山下洋輔 | 43   | 無所属   | 新     | 43,834票 | 23.82% |                                                                                      |
| 村田章吾 | 42   | 無所属   | 新     | 23,454票 | 12.75% |                                                                                      |

## 選挙歴
| 当落 | 選挙                     | 執行日         | 年齢 | 選挙区       | 政党         | 得票数     | 得票率 | 定数 | 得票順位 /候補者数 | 政党内比例順位 /政党当選者数 |
| ---- | ------------------------ | -------------- | ---- | ------------ | ------------ | ---------- | ------ | ---- | ------------------ | ---------------------------- |
| 当   | 千葉県議会議員補欠選挙   | 2005年 3月13日 | 25   | 松戸市選挙区 | 民主党       | 7万1772票  | 53.09% | 1    | 1/2                | /                            |
| 当   | 第44回衆議院議員補欠選挙 | 2006年 4月23日 | 26   | 千葉7区      | 民主党       | 8万7046票  | 45.91% | 1    | 1/5                | /                            |
| 当   | 第45回衆議院議員総選挙   | 2009年08月30日 | 30   | 福島2区      | 民主党       | 13万1306票 | 53.53% | 1    | 1/3                | /                            |
| 落   | 第46回衆議院議員総選挙   | 2012年12月16日 | 33   | 福島2区      | 日本未来の党 | 2万6821票  | 14.13% | 1    | 3/5                | /                            |
| 落   | 第23回参議院議員通常選挙 | 2013年07月21日 | 33   | 千葉県選挙区 | 生活の党     | 14万8240票 | 6.21%  | 3    | 7/9                | /                            |
| 比当 | 第47回衆議院議員総選挙   | 2014年12月14日 | 35   | 千葉8区      | 維新の党     | 6万9667票  | 34.77% | 1    | 2/3                | 2/4                          |
| 落   | 第48回衆議院議員総選挙   | 2017年10月22日 | 38   | 千葉8区      | 希望の党     | 7万1468票  | 34.81% | 1    | 2/3                | /                            |
| 当   | 柏市長選挙               | 2021年10月31日 | 42   | ――           | 無所属       | 6万807票   | 33.04% | 1    | 1/4                | /                            |

## 政策・主張
- 憲法9条の改正と集団的自衛権の行使に反対[39]。
- アベノミクスを評価しない[39]。
- 「福島で原発事故を経験したものとして、生涯をかけて原子力のない生活を築きたい」（2013年5月30日読売新聞）として、原子力発電所の廃止を訴えている[39]。
- 特定秘密保護法は日本に必要ない[39]。
- 国際協力機構（JICA）訓練所の統廃合案が浮上した際、青年海外協力隊の規模が縮小されることを懸念し「途上国へのボランティアは「草の根」外交官であり相手国の社会経済の発展に貢献し友好親善を深めることで、日本の国益の拡大に大きな役割を果たしている。」として、現在のままでの存続（統廃合の見送り）を主張した。
- 社会保険病院等の公的医療機関が存続を危ぶまれる事態となった際に、「その中には地域の中核的な公的医療機関として救急医療や災害医療、小児医療など重要な役割を担ってきた病院もある。全国すべての社保病院を例外なく廃止するのはいかがなものか」と主張し、独立行政法人地域医療機能推進機構法の成立に力を注いだ。
- 朝日新聞による外国人参政権付与に関するアンケートでは、日本国籍を持たない者に対する地方参政権の付与について慎重な姿勢を示している[40]。
- 選択的夫婦別姓制度導入について、「どちらとも言えない」としている[40]。

## 国会などでの主な発言
- 平成19年3月1日　第166回国会 衆議院予算委員会第8分科会

上野東京ラインの計画について、「宇都宮線・高崎線と常磐線の乗り入れを公平に行っていただきたい」と要望した。

## ガソリン値下げ隊
- 第169回国会ではガソリン税の暫定税率の値下げを求める民主党の国会議員グループ「ガソリン値下げ隊」（隊長：川内博史衆議院議員）に当時の一年生議員は全員所属した。
- 政権交代後、民主党政権がガソリン税暫定税率の事実上の維持を発表した後、スーパーニュース（2009年12月22日放送）において「ガソリン値下げ隊として活動されてましたが」という問いに「そうでしたっけ?フフフ」と曖昧な回答をした。当時のホームページにて「悪質な印象操作」であると反論している。

## 造反
- 2011年（平成23年）6月2日の衆議院本会議で菅直人内閣不信任決議案に棄権したため[42][43][44][45]、党員資格停止3か月の処分を受けた[46][47][48]。
- 2011年（平成23年）12月6日の衆議院本会議で、ヨルダンやベトナムなど4か国に、日本の原子力関連の技術や設備を輸出できるようにする原子力協定締結の承認案に棄権した。原発事故が収束していない中で、福島県選出の国会議員として原子力の輸出に賛成はできないと説明している。
- 2012年（平成24年）6月26日の衆議院本会議で、消費税増税法案、社会保障制度改革推進法案、認定こども園法改正案に反対票を投じた。この際、後に内閣総理大臣となる議員も経験し、大物政治家への登竜門とも言われる本会議の議事進行係を差し替えられた。